# Парк Мали Ташмајдан
Парк Мали Ташмајдан је парк који се налази у београдској општини Палилула и представља продужетак Ташмајданског парка.

## Опште информације
Налази се преко пута Београдске улице, излази на Карнегијеву и Улицу Илије Гарашанина. На овај део парка наслањају се хотел Метропол, Правни факултет, а у неспоредној близини и зграда Архива Србије и Технолошко-металуршки факултет.
Парк је у великој мери прилагођен особама са инвалидитетом и особама са посебним потребама.
Мали Ташмајдан реновиран је 2005. године, а потом и 2011. када је обновљено степениште које води до издигнутом платоа, као и реквизити односно клацкалице и љуљашке, а око дечјег игралишта постављена је ограда.
У октобру 2016. године у парку су откривене бисте академицима и професорима Радомиру Лукићу и Михаилу Ђурићу.